# Moscufo
Moscufo is een gemeente in de Italiaanse provincie Pescara (regio Abruzzen) en telt 3085 inwoners (31-1-2023). De oppervlakte bedraagt 20,26 km², de bevolkingsdichtheid is 152,27 inwoners per km².

## Demografie
Het aantal inwoners van Moscufo steeg in de periode 1991-2023 met 8,4% volgens ISTAT.
| jaar | aantal inwoners |
| ---- | --------------- |
| 1991 | 2845            |
| 2001 | 3163            |
| 2004 | 3231            |
| 2018 | 3168            |
| 2023 | 3085            |

## Geografie
Moscufo grenst aan de volgende gemeenten: Cappelle sul Tavo, Collecorvino, Loreto Aprutino, Pianella, Spoltore.
Abbateggio · Alanno · Bolognano · Brittoli · Bussi sul Tirino · Cappelle sul Tavo · Caramanico Terme · Carpineto della Nora · Castiglione a Casauria · Catignano · Cepagatti · Città Sant'Angelo · Civitaquana · Civitella Casanova · Collecorvino · Corvara · Cugnoli · Elice · Farindola · Lettomanoppello · Loreto Aprutino · Manoppello · Montebello di Bertona · Montesilvano · Moscufo · Nocciano · Penne · Pescara · Pescosansonesco · Pianella · Picciano · Pietranico · Popoli · Roccamorice · Rosciano · Salle · San Valentino in Abruzzo Citeriore · Sant'Eufemia a Maiella · Scafa · Serramonacesca · Spoltore · Tocco da Casauria · Torre de' Passeri · Turrivalignani · Vicoli · Villa Celiera
1. ↑  https://demo.istat.it/?l=it.